# Rájovec dlouhoploutvý
Rájovec dlouhoploutvý (Macropodus opercularis) je labyrintní paprskoploutvá ryba z čeledi guramovití. Vyskytuje se ve sladkých vodách Číny a Vietnamu. Jedná se o první tropickou rybu úspěšně rozmnoženou v Evropě.

## Výskyt
Rájovci dlouhoploutví žijí v potocích i řekách, zavlažovacích kanálech i ve stojatých vodách s velmi nízkým obsahem kyslíku.

## Chov v akváriu
Rájovci dlouhoploutví vyžadují akvárium s dostatkem místa pro plavání. Nádrž musí být dobře přikrytá, protože rájovci dobře skáčou. Pro samice je potřeba vytvořit úkryty. Je-li chováno více dospělých samců pohromadě, často spolu bojují. Teplota vody vyhovuje v rozmezí 16–26 °C, pH 6,0–8,0, celková tvrdost do 30 °dGH. Rájovci jsou všežraví, přijímají živé, mražené i umělé krmivo. Požírají i vodní plže, například okružáky.